# Datun, Peking
Datun (kinesiska: 大屯, 大屯街道) är ett stadsdelsdistrikt i Kina. Det ligger i Chaoyang i den centrala delen av storstadsområdet Peking. Antalet invånare är 141 433. Befolkningen består av 72 674 kvinnor och 68 759 män. Barn under 15 år utgör 7,0 %, vuxna 15-64 år 84 %, och äldre över 65 år 8,0 %.